# Niclas Lundgren
Niclas Gustaf Lundgren, född 15 oktober 1989 i Västerås, är en svensk professionell ishockeyspelare som spelar för Västerås IK i Hockeyallsvenskan. Lundgren påbörjade sin seniorkarriär med just moderklubben Västerås. Han lämnade laget, och Hockeyallsvenskan, efter fem säsonger då han 2012 skrev på för Växjö Lakers HC i SHL. Totalt spelade han 200 grundseriematcher för Lakers, och var med då laget tog sitt första SM-guld säsongen 2014/15.
2016 lämnade han laget för spel med Linköping HC med vilka han tillbringade två säsonger, innan han anslöt till Brynäs IF. Han spelade en och en halv säsong för Brynäs men var under en period också utlånad till seriekonkurrenten Malmö Redhawks. I februari 2020 bekräftades det att Lundgren återvänt till Växjö Lakers, där han spelade säsongen ut. Efter att ha spelat för Västerås i inledningen av säsongen 2020/21, avslutade han säsongen med Färjestad BK i SHL. I juli 2021 anslöt han till den finska klubben Mikkelin Jukurit i Liiga och spelade för den under fyra säsonger. Sedan 2025 tillhör han åter Västerås IK.
Lundgren har spelat en handfull matcher för det svenska landslaget, där han gjorde debut i april 2013.

## Karriär

### Klubblagskarriär

#### 2007–2012: Västerås IK
Lundgren började spela ishockey med moderklubben Västerås IK och gjorde sin A-lagsdebut med klubben säsongen 2007/08 då han spelade sju grundseriematcher och därefter spelade nio av tio matcher i Kvalserien. Han spelade sin första match i Hockeyallsvenskan den 5 december 2007, mot Nybro Vikings IF. Från och med säsongen säsongen 2008/09 var han ordinarie i Västerås tillbringade också de efterföljande tre säsongerna i klubben. Den 30 januari 2009 gjorde han sitt första mål i klubben och i Hockeyallsvenskan, på Magnus Eriksson, i en 5–0-seger mot IF Björklöven.
Under sin sista säsong i klubben missade han en stor del av säsongen då han i en match mot Bofors IK i november 2011 tacklades av Kasper Jensen. Han fördes därefter till sjukhus där det bekräftades att han brutit båtbenet. På fem säsonger med Västerås gjorde han totalt 219 matcher för laget och stod för 25 poäng (4 mål, 21 assist). 

#### 2012–2021: Etablering i SHL och SM-guld

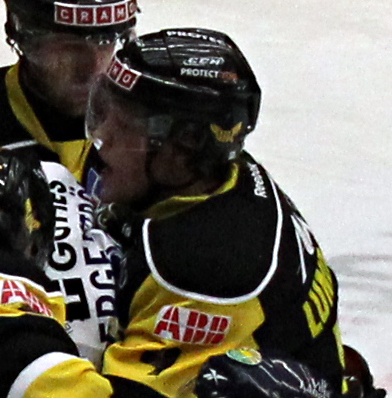
Lundgren med Västerås IK.

Inför säsongen 2012/13 lämnade Lundgren Västerås för spel i SHL då han skrivit ett tvåårskontrakt med Växjö Lakers HC. Han gjorde sin första SHL-match den 13 september 2012 mot Brynäs IF, och gjorde sin första SHL-poäng fem dagar senare genom en assist i en match mot Frölunda HC. Under sin andra säsong i Växjö gjorde han sitt första SHL-mål, på Tim Sandberg, den 25 september 2013 i en 4–3-seger mot Örebro HK. I november samma år förlängde han sitt kontrakt med klubben med ytterligare två år.
Säsongen 2014/15 var hans dittills bästa poängmässigt i SHL, då han på 55 grundseriematcher noterades för 14 poäng (1 mål, 13 assist). Växjö slutade trea i grundserien, och efter att ha slagit ut både Örebro HK och Frölunda HC i kvartsfinal respektive semifinal, ställdes man mot de tvåfaldigt regerande mästarna Skellefteå AIK i finalserien. Lundgren och Växjö vann sitt första SM-guld den 23 april 2015 efter att ha besegrat Skellefteå i den sjätte finalmatchen med 3–2 efter förlängning. I sin sista säsong med Växjö, missade Lundgren de 17 inledande omgångarna av grundserien efter en knäoperation.
Den 18 april 2016 meddelade Linköping HC att man skrivit ett tvåårsavtal med Lundgren. På 204 grundseriematcher med Linköping noterades Lundgren för 20 poäng (4 mål, 16 assist). Då kontraktet med Linköping löpt ut, tillkännagavs det i slutet av mars 2018 att han skrivit ett tvåårskontrakt med Brynäs IF. Efter att ha varit petad i ett antal matcher meddelades det den 16 november samma år att Brynäs lånat ut Lundgren till seriekonkurrenten Malmö Redhawks. Lundgren spelade tre matcher för Redhawks och återvände sedan till Brynäs i slutet av samma månad. Säsongen 2019/20 spelade Lundgren 27 matcher för Brynäs innan det den 12 februari 2020 bekräftades att han återvänt till Växjö Lakers för återstoden av säsongen.
I oktober 2020 bekräftades det av Västerås IK att man skrivit ett korttidsavtal med Lundgren fram till och med november 2020. Efter 28 grundseriematcher för Västerås lämnade Lundgren klubben i början av 2021 då det den 23 januari bekräftades att han skrivit ett avtal med Färjestad BK för återstoden av säsongen. Inklusive SM-slutspelet spelade han 25 matcher för klubben och noterades för ett mål och fyra assistpoäng. 

#### Från 2021: Mikkelin Jukurit och återkomst till Västerås
Den 27 juli 2021 bekräftades det att Lundgren lämnat Sverige för spel i Finland då han skrivit ett ettårsavtal med Mikkelin Jukurit i Liiga. Den följande säsongen gjorde Lundgren sin poängmässigt bästa som senior. På 59 grundseriematcher stod han för 17 poäng, varav tre mål. Han spelade sin första match i Liiga den 10 september 2021 och gjorde sitt första mål månaden därpå, den 30 oktober, på Kari Piiroinen, i en 3–5-seger mot Tappara. Laget slutade på andra plats i grundserien och i det efterföljande slutspelet besegrades man omgående av Kookoo i kvartsfinalserien med 3–4 i matcher. Lundgren spelade, och gick poänglös ur, samtliga av dessa matcher.
Den 2 augusti 2022 stod det klart att Lundgren förlängt sitt avtal med Mikkelin Jukurit med ytterligare en säsong. Den följande säsongen var han en av lagets assisterande lagkaptener. Lundgrens poängproduktion sjönk betänkligt och på 57 grundseriematcher noterades han för ett mål och sju assist. Mikkelin Jukurit slutade på elfte plats i grundserietabellen och var en poäng ifrån att ta sig till slutspel. Dessförinnan, den 13 januari 2023, bekräftades det att Lundgren förlängt sitt avtal med klubben med ytterligare en säsong. I sin tredje säsong i klubben var Lundgren, tillsammans med Jarkko Immonen, den enda i laget som spelade samtliga 60 grundseriematcher. Jukurit slutade på femte plats i tabellen och Lundgren var den i laget som hade bäst plus/minus-statistik (+16). I det följande slutspelet slogs Jukurit ut i kvartsfinal av Kärpät med 4–2 i matcher.
Säsongen 2024/25 kom att bli Lundgrens sista med Jukurit. Han var ensam i laget om att spela samtliga 60 grundseriematcher och för tredje säsongen i följd var han en lagets assisterande kaptener. Han stod för ett mål och åtta assistpoäng. Jukurit slutade på sista plats i grundserien och via kvalspel höll man sig kvar i Liiga genom en 4–1-seger i en serie mot Pelicans.
Den 18 juli 2025 bekräftades det att Lundgren återvänt till Västerås IK då han skrivit ett tvåårsavtal med klubben.

### Landslagskarriär
Lundgren gjorde en handfull landskamper som junior, men blev aldrig uttagen att spela något mästerskap såsom JVM. Den 3 april 2013 debuterade han med Tre Kronor i en träningslandskamp som Sverige vann med 6–1 mot Slovakien.

## Statistik
| 2007–08                  | Västerås IK              | HA                       | 7   | 0 | 0  | 0  | 2  | 9  | 0 | 0 | 0 | 0  |
| 2008–09                  | Västerås IK              | HA                       | 44  | 1 | 1  | 2  | 43 | 9  | 0 | 0 | 0 | 4  |
| 2009–10                  | Västerås IK              | HA                       | 52  | 0 | 3  | 3  | 22 | —  | — | — | — | —  |
| 2010–11                  | Västerås IK              | HA                       | 52  | 1 | 13 | 14 | 12 | 6  | 1 | 0 | 1 | 0  |
| 2011–12                  | Västerås IK              | HA                       | 34  | 1 | 3  | 4  | 6  | 6  | 0 | 1 | 1 | 0  |
| 2012–13                  | Växjö Lakers HC          | SHL                      | 55  | 0 | 5  | 5  | 10 | —  | — | — | — | —  |
| 2013–14                  | Växjö Lakers HC          | SHL                      | 55  | 1 | 2  | 3  | 10 | 12 | 0 | 1 | 1 | 27 |
| 2014–15                  | Växjö Lakers HC          | SHL                      | 55  | 1 | 13 | 14 | 8  | 18 | 0 | 1 | 1 | 2  |
| 2015–16                  | Växjö Lakers HC          | SHL                      | 35  | 2 | 3  | 5  | 2  | 13 | 0 | 3 | 3 | 2  |
| 2016–17                  | Linköping HC             | SHL                      | 52  | 1 | 9  | 10 | 10 | 6  | 0 | 0 | 0 | 0  |
| 2017–18                  | Linköping HC             | SHL                      | 52  | 3 | 7  | 10 | 4  | 7  | 0 | 1 | 1 | 0  |
| 2018–19                  | Brynäs IF                | SHL                      | 41  | 1 | 1  | 2  | 6  | —  | — | — | — | —  |
| 2018–19                  | Malmö Redhawks           | SHL                      | 3   | 0 | 0  | 0  | 2  | —  | — | — | — | —  |
| 2019–20                  | Brynäs IF                | SHL                      | 27  | 0 | 2  | 2  | 2  | —  | — | — | — | —  |
| 2019–20                  | Växjö Lakers HC          | SHL                      | 13  | 2 | 2  | 4  | 0  | —  | — | — | — | —  |
| 2020–21                  | Västerås IK              | HA                       | 28  | 1 | 5  | 6  | 8  | —  | — | — | — | —  |
| 2020–21                  | Färjestad BK             | SHL                      | 19  | 0 | 3  | 3  | 4  | 6  | 1 | 1 | 2 | 0  |
| 2021–22                  | Mikkelin Jukurit         | Liiga                    | 59  | 3 | 14 | 17 | 20 | 7  | 0 | 0 | 0 | 4  |
| 2022–23                  | Mikkelin Jukurit         | Liiga                    | 57  | 1 | 7  | 8  | 10 | —  | — | — | — | —  |
| 2023–24                  | Mikkelin Jukurit         | Liiga                    | 60  | 2 | 9  | 11 | 10 | 6  | 0 | 1 | 1 | 0  |
| 2024–25                  | Mikkelin Jukurit         | Liiga                    | 60  | 1 | 8  | 9  | 8  | 5  | 0 | 0 | 0 | 2  |
| SHL totalt               | SHL totalt               | SHL totalt               | 367 | 9 | 43 | 52 | 56 | 62 | 1 | 7 | 8 | 31 |
| Liiga totalt             | Liiga totalt             | Liiga totalt             | 236 | 7 | 38 | 45 | 48 | 18 | 0 | 1 | 1 | 6  |
| Hockeyallsvenskan totalt | Hockeyallsvenskan totalt | Hockeyallsvenskan totalt | 217 | 4 | 25 | 29 | 93 | 30 | 1 | 1 | 2 | 4  |